# Kfar Šmarjahu
Kfar Šmarjahu (hebrejsky כְּפַר שְׁמֵרְיָהוּ, v oficiálním přepisu do angličtiny Kefar Shemaryahu, přepisováno též Kfar Shmaryahu) je místní rada (malé město) v Telavivském distriktu v Izraeli. Starostou je Dror Aloni.

## Geografie

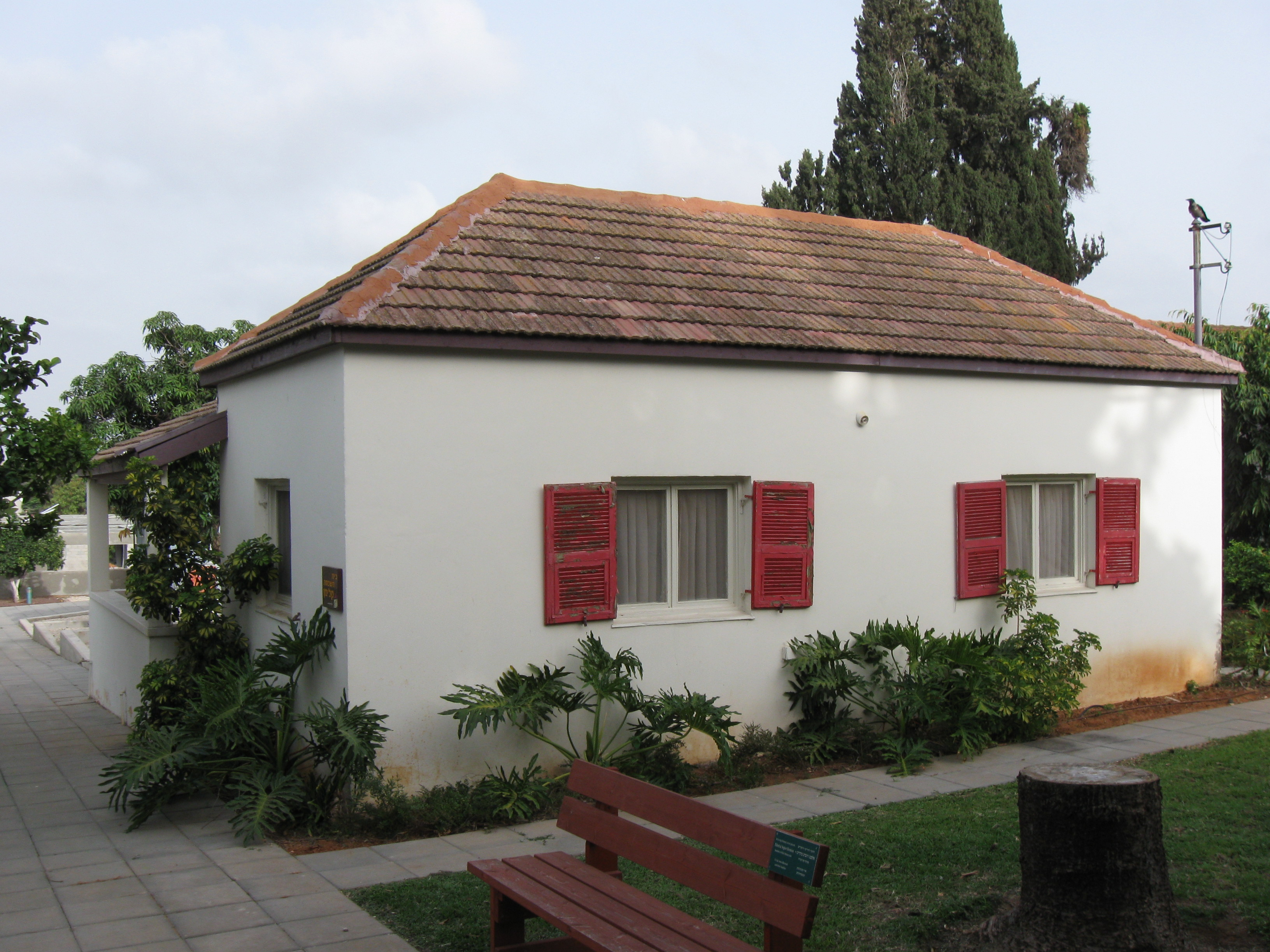
Jeden z prvních domů v Kfar Šmarjahu

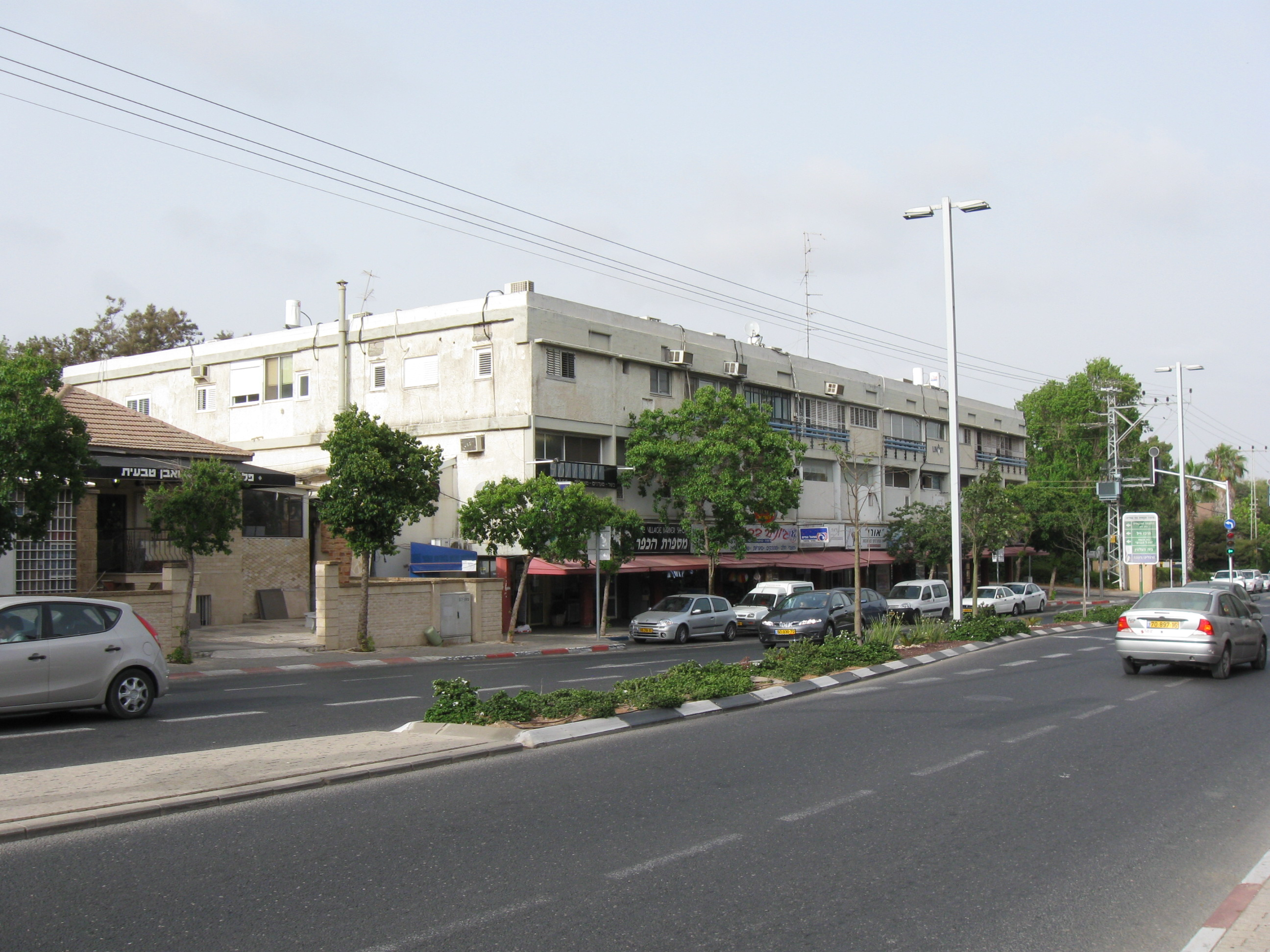
Centrum města

Leží v jižní části Šaronské planiny v nadmořské výšce 30 metrů, zhruba 9 kilometrů severně od Tel Avivu a na severním okraji města Herzlija. Východně od obce protéká vádí Nachal Rišpon. Město je součástí metropolitní oblasti Guš Dan.
Nachází se nedaleko od pobřeží Středozemního moře, od kterého je odděleno čtvrtí Nof Jam příslušející k městu Herzlija. Je situován v hustě osídlené oblasti, která je etnicky zcela židovská. Severně od města souvisle zastavěná plocha aglomerace končí a následuje volnější krajina s rozptýleným venkovským osídlením.
Město je na dopravní síť napojeno pomocí četných komunikací v rámci aglomerace Tel Avivu, zejména dálnice číslo 2. Po východním okraji obce vede železniční trať z Tel Avivu do Haify, která má ovšem stanici až v sousední Herzliji.

## Dějiny
Město bylo založeno v roce 1937 během páté aliji židovskými imigranty z Německa. Pojmenováno je podle Šmarjahu Levina, sionistického předáka, který působil v Rusku, Německu a USA.
Původně šlo o zemědělskou osadu, ale v současné době jsou většina domů v Kfar Šmarjahu luxusní vily a obec má rezidenční charakter. V roce 1950 získala status místní rady.

## Demografie
Podle údajů z roku 2014 tvořili naprostou většinu obyvatel Židé – cca 1 800 osob (včetně statistické kategorie „ostatní“, která zahrnuje nearabské obyvatele židovského původu ale bez formální příslušnosti k židovskému náboženství, cca 1 900 osob).
Jde o menší obec předměstského typu s dlouhodobě stagnující populací. K 31. prosinci 2014 zde žilo 1864 lidí, během roku 2014 populace stoupla o 3,6 %.
| Rok            | 1948 | 1961 | 1972  | 1983  | 1995  |
| -------------- | ---- | ---- | ----- | ----- | ----- |
| Počet obyvatel | 400  | 868  | 1 310 | 1 561 | 1 702 |

| Rok            | 2001  | 2003  | 2004  | 2005  | 2006  | 2007  | 2008  | 2009  | 2010  | 2011  | 2012  | 2013  | 2014  |
| -------------- | ----- | ----- | ----- | ----- | ----- | ----- | ----- | ----- | ----- | ----- | ----- | ----- | ----- |
| Počet obyvatel | 1 780 | 1 789 | 1 790 | 1 812 | 1 812 | 1 845 | 1 898 | 1 712 | 1 721 | 1 743 | 1 769 | 1 799 | 1 864 |